# Горохов, Павел Дмитриевич
Па́вел Дми́триевич Горо́хов (1857, деревня Дубново, Юрьевецкий уезд, Костромская губерния — ок. 1930) — русский крестьянин, депутат Государственной Думы Российской империи.

## Биография
Родился в 1857 году в деревне Дубново Юрьевецкого уезда Костромской губернии в семье крестьян.
Грамоте обучался дома, занимался торговлей.
Служил волостным старшиной, затем членом уездной земской управы.
В феврале 1906 г. был арестован за распространение литературы партии «народной свободы». Против выборов Горохов велась сильная агитация среди жителей волости. Крестьяне на арест Горохова отреагировали письмом:
Мы, крестьяне Костромской губернии, Юрьевецкого уезда, Кандауровской волости, по услышании отрадных манифестов батюшки Царя, помазанника Божия, от 6-го августа и 17-го октября, об участии в Государственной думе бедно-крестьянского населения, и о том, что можно говорить правду, делать сходы и собрания для того, чтобы выбрать из среды крестьян верных людей нашей родины, сделали сход 4-го декабря 1905 года и с общего согласия, в присутствии всей волости выбрали ходатая, которого мы считали лучшим из нас, а именно — крестьянина дер. Дубнова, Павла Дмитриевича Горохова. Но злые и недоброжелательные люди просеяли нас сквозь частое грохало (решето) и по их злому наущению выборщика нашего забрали. За что, куда — мы не знаем.
В итоге просидев месяц в тюрьме Горохов был освобождён и в том же году был избран крестьянской курией депутатом Государственной думы Российской империи I созыва.
После выборов юрьевецкий исправник получил от Горохова благодарственную телеграмму за «содействие» по выборам:
Заключив меня в тюрьму вы создали мне популярность среди крестьян и вам я обязан доверием которое мне оказали. 
Благодарю. Чл. Гос. Д. Горохов
.
В Думе работал в Х отделе, который занимался проверкой законности избрания всех депутатов.
По заданиям Думы Павел Дмитриевич ездил по Костромской и Нижегородской губерниям.
С 1920 г. по 1922 г. Павел Дмитриевич был председателем православной общины Нагорно-Преображенской церкви в Пучеже.
22 сентября 1930 года Павел Дмитриевич был арестован по обвинению в антисоветской агитации против мероприятий советской власти на селе по ст. 58-10 УК РСФСР.
Постановлением тройки при Постоянном Присутствии ОГПУ по Ивановской промышленной области от 4 октября 1930 он был заключён в исправительно-трудовой лагерь на 1 год 6 месяцев.
Вместе с Павлом Дмитриевичем была выселена его семья и семья сына.
В пути следования взрослые заболели тифом и умерли.
Реабилитирован 21 апреля 1989 года прокуратурой Ивановской области.

## Имущество
В деревне Дубново Горохов владел небольшой металлообрабатывающей мастерской.